# Rafael Arévalo Martínez
Rafael Arévalo Martínez   (Ciutat de Guatemala, 25 de juliol de 1884 - Ciutat de Guatemala, 12 de juny de 1975) fou un poeta, escriptor, assagista i dramaturg guatemalenc, considerat un dels antecessors del realisme màgic. És un dels escriptors guatemalencs més reconeguts de la «generació del 10».